# Хальвдан Старый
Хальвдан Старый (исл. Hálfdanr gamli или Hálfdanr inn gamli) — легендарный конунг, к которому исландская литературная традиция возводит родословные ряда древних королевских династий. Согласно одному из предположений, имена сыновей Хальвдана Старого были придуманы, чтобы объяснить происхождение ряда династий.

## Упоминания

### В «Песне о Хюндле»
«Песнь о Хюндле» упоминает Хальвдана, рассказывая родословную Оттара. При этом Хюндла называет Хальвдана «лучшим Скьёльдунгом», но потом перечисляет Скьёльдунгов среди родов, которым Хальвдан дал начало.
В родство он вступил

с Эймундом смелым,

холодным мечом

поразил он Сигтрюгга,

женился на Альмвейг,

лучшей из женщин,

у них родилось

восемнадцать сынов.

Отсюда род Скьёльдунгов,

отсюда и Скильвинги,

отсюда и Аудлинги,

отсюда и Ильвинги,

хёльды отсюда,

отсюда и херсиры...

### В «Младшей Эдде»
Снорри Стурлусон даёт в «Младшей Эдде» более подробную информацию о Хальвдане. Этот «знаменитейший из конунгов» ходил походами в Восточные страны, где и убил конунга Сигтрюгга в единоборстве. «Смелый Эймунд» — конунг Хольмгарда и отец Альвиг Мудрой, родившей Хальвдану 18 сыновей. Девять из них «родились сразу», стали знаменитыми воинами и погибли в битвах, не оставив потомства. «Младшая Эдда» называет их имена: Тенгиль (прозвище — Манна-Тенгиль), Рэсир, Грам, Гюльви, Хильмир, Ёвур, Тюгги, Скюли (Скули) и Харри (Херра).
Девять других сыновей Хальвдана и Альвиг стали, согласно Снорри, родоначальниками девяти королевских династий:
- Хильдир — предок Хильдингов;
- Невир — предок Нифлунгов;
- Ауди — предок Эдлингов;
- Ингви — предок Инглингов;
- Даг — предок Дёглингов;
- Браги — предок Брагнингов;
- Будли — предок Будлунгов;
- Ловди — предок Ловдунгов;
- Сигар — предок Сиклингов[3].

### В Noregr byggðist
В произведении «Как заселялась Норвегия» (Noregr byggðist) Хальвдан Старый принадлежит к большой династии потомков ётуна Форньота наряду со всеми конунгами, ярлами и херсирами скандинавского мира. Хальвдан — сын конунга Хринга и по матери внук морского конунга Вивиля, а по отцу — правнук Нора, эпонима Норвегии. Он попросил у Одина триста лет жизни, но в ответ получил только обещание, что в его роду триста лет не будет ни незнатных мужчин, ни незнатных женщин.
В этом тексте приводится в общих чертах тот же перечень сыновей Хальвдана за одним исключением: вместо Ингви фигурирует Скельвир, предок «Скильвингов или Скьёльдунгов».

## Мнения учёных
Исследователи полагают, что Хальвдан Старый — вымышленный персонаж, который понадобился средневековым авторам, чтобы объяснить происхождение разных королевских династий и синонимов титулов конунга и ярла.